# Electropunk
Genres dérivés
EBM
Genres associés
Electronicore
L'electropunk (aussi appelé synthpunk) est un genre musical mêlant éléments de musique électronique et punk rock.

## Histoire

### Origines
Une cassette de répétition du groupe Suicide en 1975, un vinyle de quatre chansons des Units enregistré le 9 août 1979, My Dark Ages de Pere Ubu (octobre 1979) avec Alan Ravenstine aux synthétiseurs (chanson rééditée chez Rough Trade 049 sur un vinyle en 1980) et la première session démo des Screamers avec Pat Garrett enregistré le 7 juillet 1977 sont quelques exemples du synthpunk. The Units sont considérés comme des « punks jouant de claviers » dans un article du San Francisco Examiner en 1977 ; The Screamers sont classés dans la catégorie « techno-punk » dans un article du Los Angeles Times en 1978 un terme qui ne deviendra jamais réellement défini. Cependant, aux États-Unis, alors que de nombreux groupes art s'orientent ambient (Ant Farm, Ralph Records) The Units parviennent à définir le genre grâce à des singles comme i-night qui inspirera l'intensité de The Prodigy et l'une des premières chansons des Chemical Brothers, Block Rockin' Beats. L'année suivante assiste à la sortie du live de Minimal Man au Deaf Club, She was a Visitor, et de Keep Out of My Body Bag de Enstruction en 1982. 
À Harrisburg (Pennsylvanie), Billy Synth and the Janitors (1978-1982) et plus tard Turn Ups utilisent un synthétiseur ARP Odyssey au punk. Au Royaume-Uni, l'émergence du genre se fait principalement par le biais des labels Mute Records et Rough Trade avec la sortie du single T.V.O.D./Warm Leatherette de Normal en 1978.

### Usages contemporains
Le terme techno-punk désigne habituellement de la dance ou de la techno joué par séquenceur orienté mode punk. Dans la culture populaire, le mot « techno » développe de lui-même son propre genre musical divergeant du punk rock, mais ancré dans la musique électronique et le disco. Avant l'émergence de la musique techno, l'usage du mot « techno- » est utilisé comme préfixe pour modifier certains mots afin de leur attribuer un aspect et image futuriste.
Le terme de « synthpunk » est pour la première fois documenté dans le nom de domaine du site web de Damian Ramsey, synthpunk.org. Ces pages web documentent et classent des groupes américains tels que Nervous Gender, The Units,, Tone Set, Our Daughters Wedding, et Voice Farm dans le seul terme de synthpunk. Quelques autres articles (avant 2004) décriront avec ce terme des groupes mêlant punk et synthétiseurs (des morceaux durant lesquels les morceaux de guitare sont remplacés par des synthétiseurs) comme The Stranglers. Le synthpunk est également utilisé pour décrire des groupes comme Suicide, qui ne sont pas documentés sur le site web, mais décrits comme synthpunk dans les articles futurs.
Le terme est utilisé en référence à d'anciens groupes comme lorsque Mark Jenkins du Washington Post décrit Devo des années 1980 « ...le synthpunk sci-fi du groupe est révélé comme le lien manquant entre les Ramones et Depeche Mode. » Mais le terme utilisé par la presse écrite pour décrire de nouveaux groupes utilisant des guitares de style punk mélangées à des synthétiseurs, comme Le Tigre, ou The Epoxies, Blowoff/Bob Mould, Ima Robot, POW! ou Full Minute of Mercury.

## Caractéristiques
Le genre mêle des éléments instrumentaux de musique électronique à l'attitude de la musique punk rock,. Les parties vocales sont généralement criées et l'éthique est similaire à celle du mouvement punk (sons lo-fi, méthodes non-conventionnelles d'enregistrement...).